# Meningitis neonatal
La meningitis neonatal es una afección médica grave que afecta a lactantes. La meningitis es más común en el periodo neonatal (niños menores de 44 días) que en otra etapa de la vida, y a nivel global es una causa importante de morbilidad y mortalidad. La mortalidad por meningitis neonatal en países en vías de desarrollo es del 40–58%, frente a un 8%-12,5% en los países desarrollados.
Los síntomas en la meningitis neonatal son inespecíficos y pueden indicar varias afecciones, como la sepsis. Estos síntomas incluyen fiebre, irritabilidad, y disnea. El único método para determinar si la meningitis es la causa de estos síntomas es la punción lumbar.
La causa más común de la meningitis neonatal, es la infección bacteriana de la sangre, conocida como bacteriemia (específicamente por estreptococos del grupo B (EGB; Streptococcus agalactiae), Escherichia coli y Listeria monocytogenes). A pesar de que existe un índice de mortalidad bajo en países desarrollados, hay una tasa de prevalencia del 50% de discapacidades del desarrollo neurológico en la meningitis por E. coli y EGB, mientras que la tasa de prevalencia de la meningitis originada por la bacteria gramnegativa no causada por E. coli es del 79%. El tratamiento retardado de la meningitis neonatal puede causar parálisis cerebral, ceguera, sordera y deficiencias de aprendizaje.

## Signos y Síntomas
La siguiente es una lista de los signos y síntomas comunes de la meningitis neonatal.
- Fiebre
- Inapetencia
- Fontanela anterior abultada
- Convulsiones
- Temblores
- Disnea
- Irritabilidad
- Anorexia
- Vómito
- Diarrea
- Distensión abdominal (aumento del tamaño del abdomen)
- Rigidez de nuca
- Cyanosis
- Ictericia
- Mirada descendente de los ojos
- Temperatura corporal anormal (hipotermia o hipertermia)
- letargo

Desafortunadamente, estos síntomas no son específicos y pueden apuntar a muchas afecciones diferentes.

### Complicaciones
Para detectar las complicaciones de la meningitis, se recomienda realizar una neuroimagen (radiografía del cerebro). Se debe estar atento a complicaciones cuando el curso clínico se caracteriza por shock, insuficiencia respiratoria, déficit neurológico focal, cultivo positivo de LCR después de 48 a 72 horas de terapia antibiótica apropiada o infección con ciertos organismos, como por ejemplo Citrobacter koseri y Cronobacter sakazakii. Los ultrasonidos son útiles para la obtención temprana de imágenes para determinar el tamaño del ventrículo y la hemorragia. Las tomografías computarizadas en la terapia se deben utilizar para dictar un tratamiento prolongado.
Si se encuentran abscesos intracraneales (acumulación de pus en el cerebro), se recomienda el tratamiento que consiste en una combinación de drenaje quirúrgico del absceso y terapia antimicrobiana de 4 a 6 semanas. Se deben completar más imágenes después del final del tratamiento con antibióticos porque los abscesos se han encontrado después de semanas desde el inicio del tratamiento.
Las recaídas también han ocurrido después del tratamiento apropiado cuando se infectan con bacilos entéricos Gram-negativos, por lo que se necesitan seguimientos en casos de meningitis derivada de Gram-negativo.

### Características de laboratorio
Los rasgos de laboratorio que son característicos de la meningitis bacteriana neonatal incluyen:
- Aislamiento de un patógeno bacteriano del líquido cefalorraquídeo (LCR) mediante cultivo y/o visualización mediante tinción de Gram.
- Aumento en el conteo de glóbulos blancos (generalmente >1000 glóbulos blancos/mL, pero puede ser menor, especialmente con organismos grampositivos) con predominio de neutrófilos.
- Concentración elevada de proteína en el LCR (>150 mg/dL en recién nacidos prematuros y >100 mg/dL en recién nacidos a tiempo)
- Disminución de la concentración de glucosa en LCR (<20 mg/dL[1.1 mmol/L] en prematuros (nacimiento prematuro) y <30 mg/dL[1.7 mmol/L] en bebés a nacidos a tiempo)

## Causas

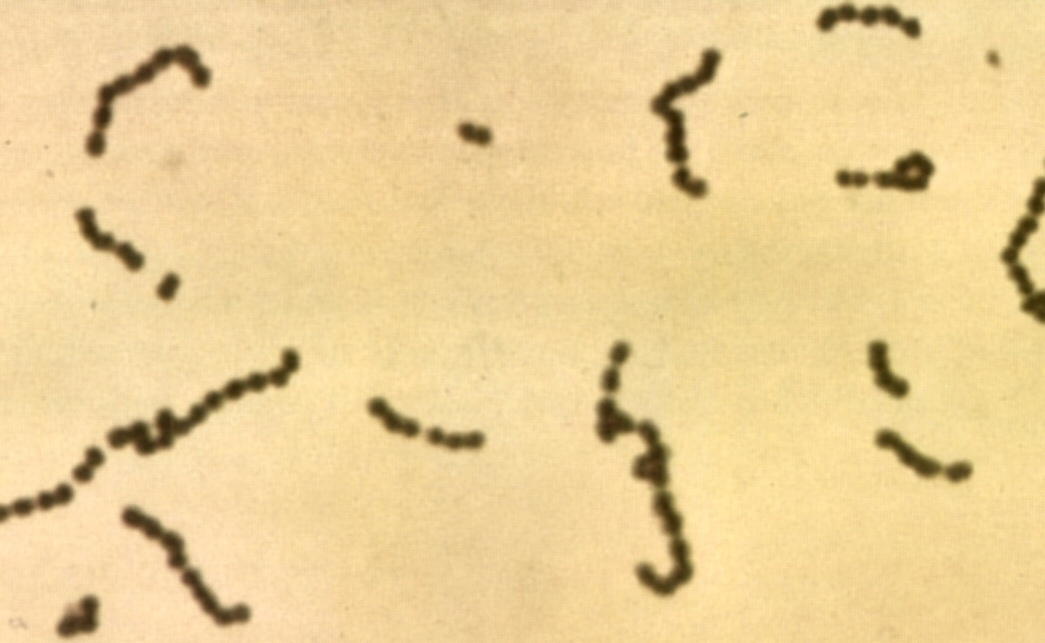
Streptococci

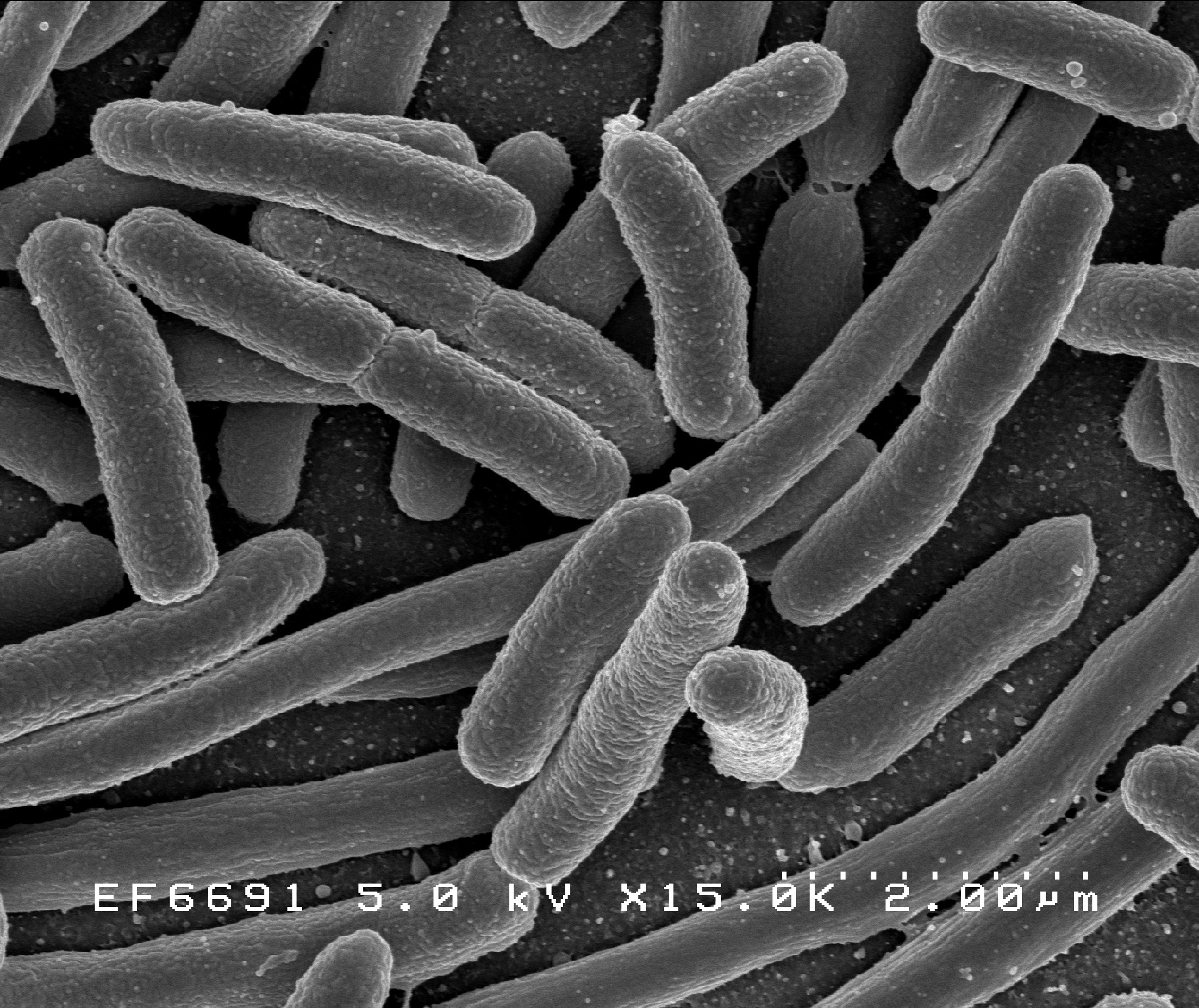
Escherichia coli

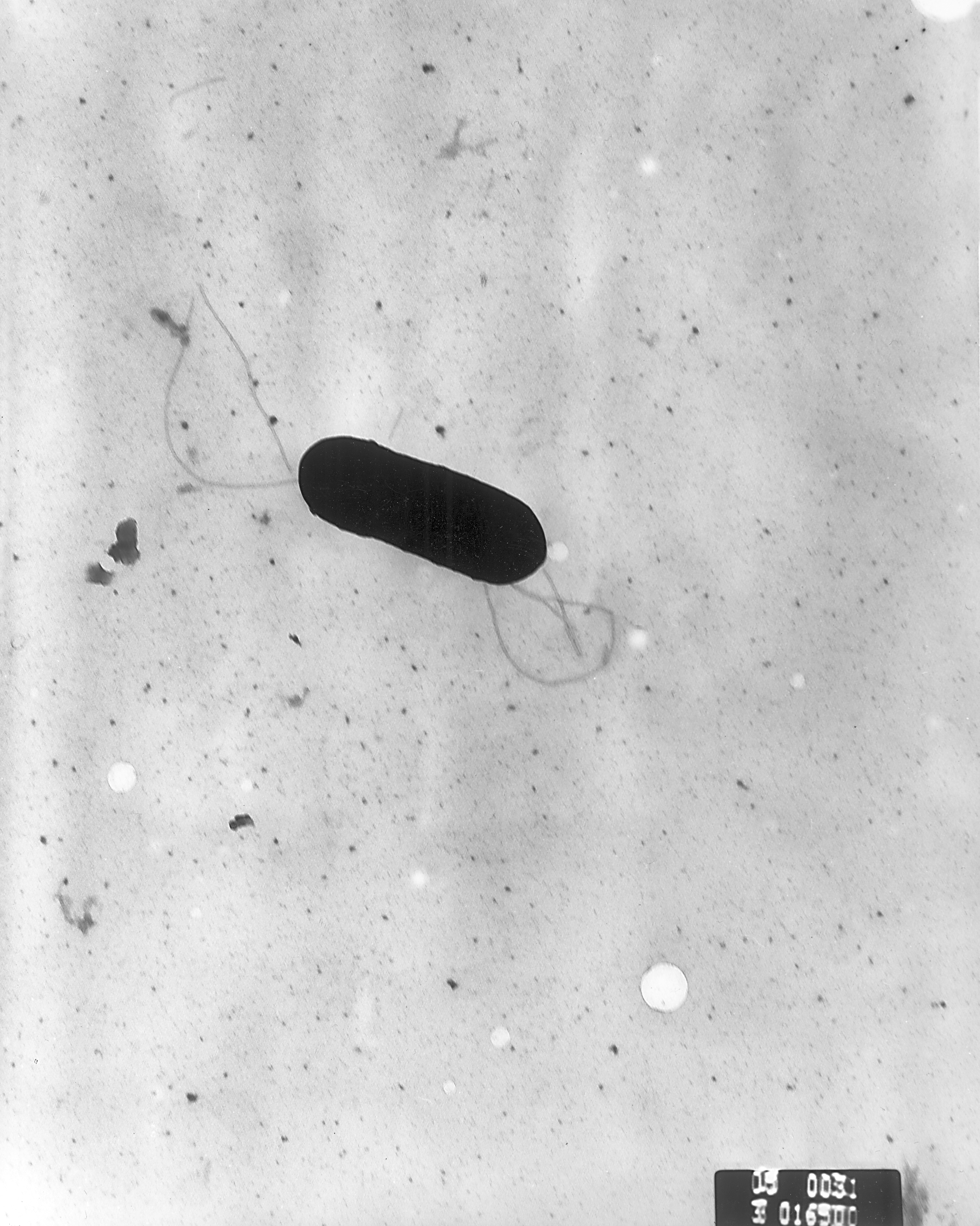
Electrón micrograph de un flagellated Listeria monocytogenes bacteria, Aumentó 41,250X.

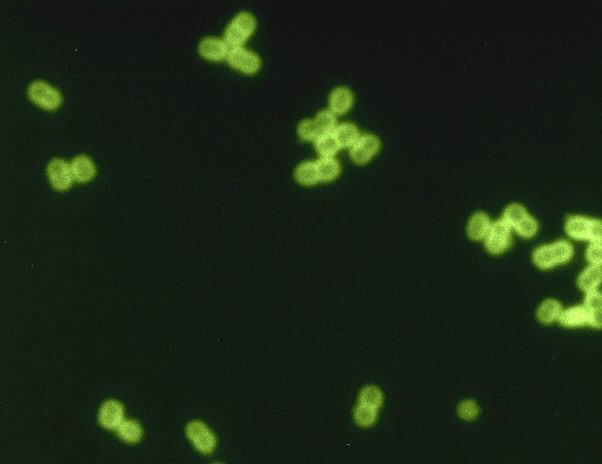
Estreptococo pneumoniae en Cerebrospinal fluido

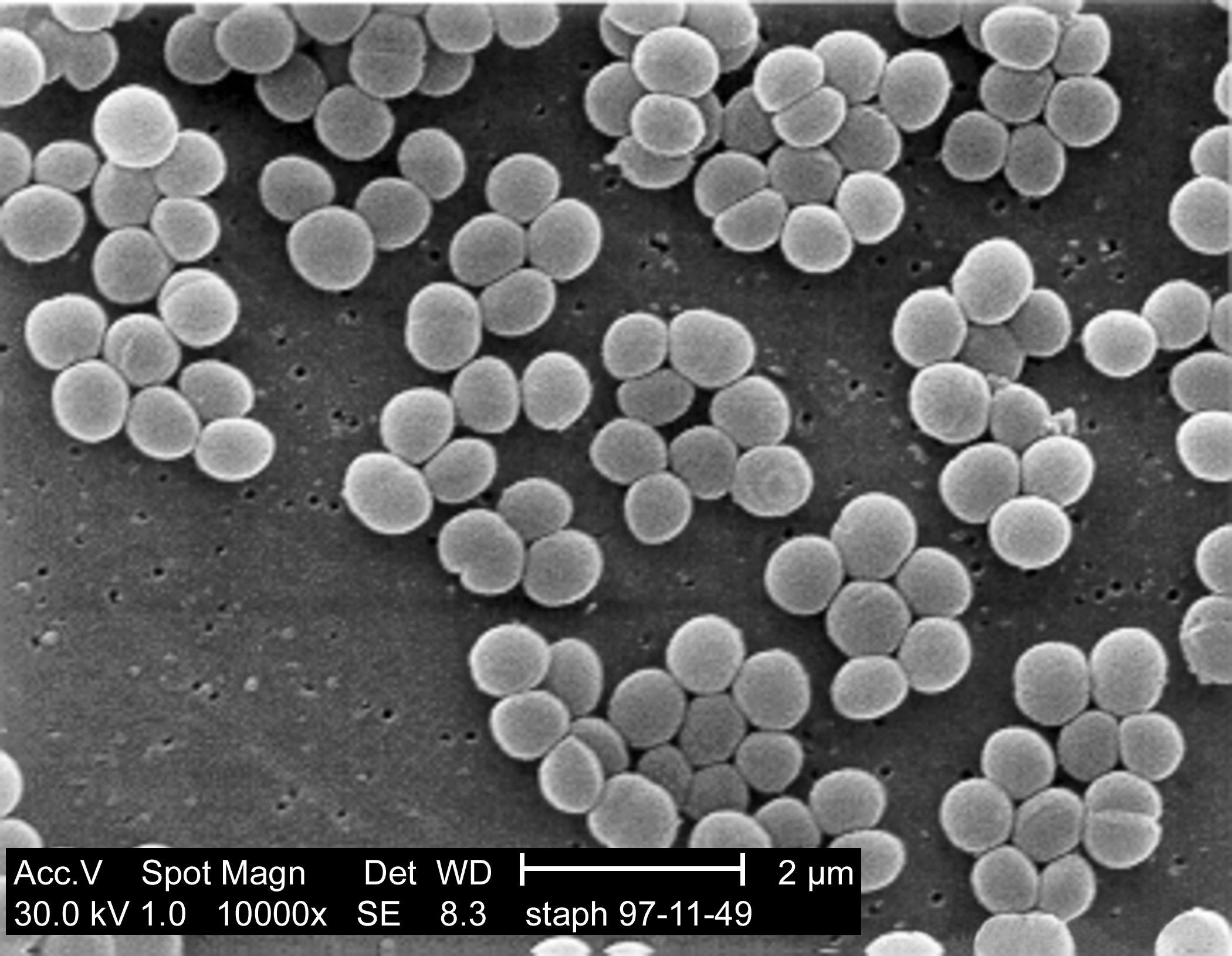
Escaneando Electrón Micrograph (SEM) muestra una tensión de Staphylococcus aureus.

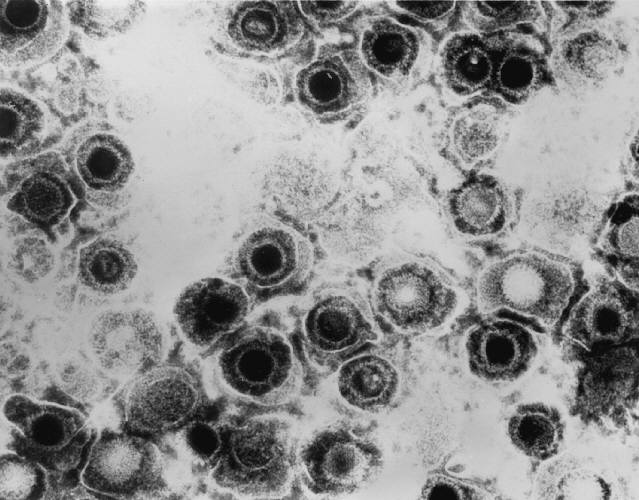
Electrón de transmisión Micrograph (TEM) de herpes simplex virus.

La meningitis neonatal es causada principalmente por estreptococos del grupo B (EGB; Streptococcus agalactiae entre el 39% y 48% de los casos), Escherichia coli (30%-35%), otros bacilos gramnegativos (8%-12%), Streptococcus pneumoniae (~6%) y Listeria monocytogenes (5%-7%). La mayoría de las meningitis neonatales son el resultado de una bacteriemia (infección bacteriana de la sangre).

### Inicio temprano
En la meningitis neonatal de inicio temprano, la adquisición de la bacteria es traspasada por la madre, antes de que nazca el bebé o durante el parto. Las bacterias más comunes que se encuentran en el inicio temprano son el estreptococo del grupo B (EGB), Escherichia coli y Listeria monocytogenes. En los países en desarrollo, las bacterias entéricas (intestinales) gramnegativas son responsables de la mayoría de la meningitis de aparición temprana.

### Inicio tardío
La meningitis de aparición tardía es probablemente una infección de la comunidad. La meningitis de aparición tardía puede ser causada por otras bacterias gramnegativas y especies estafilocócicas. En los países en desarrollo, Streptococcus pneumoniae representa la mayoría de los casos de aparición tardía.

### Virus del herpes simple
El virus del herpes simple (VHS) es una causa poco frecuente de meningitis, ya que solo ocurre 0,165 en 10.000 nacidos vivos en el Reino Unido y 0,2 a 5 en 10.000 nacidos vivos en los EE.UU. Tanto el VHS-1 como el VHS-2 pueden causar meningitis neonatal; sin embargo, el VHS-2 representa el 70% de los casos.
El VHS se transmite al recién nacido principalmente durante el parto (cuando las secreciones maternas infectadas entran en contacto con el bebé y representan el 85% de los casos), pero también ocurre en el útero (mientras el feto está todavía en el útero, el 5% de los casos) o incluso después del parto, recibiendo la infección de la comunidad (10% de los casos). Los factores más importantes que influyen en la transmisión del virus son el estado de la infección de la madre (sintomática o no sintomática) y el daño de las membranas maternas durante el parto (cuanto más tiempo se dañe el tejido, mayor será la probabilidad de infección neonatal).

## Patogénesis
Generalmente, la progresión de la meningitis neonatal comienza con la colonización bacteriana del tracto gastrointestinal. La bacteria entonces invade a través de la capa de la mucosa intestinal hacia la sangre, causando bacteriemia seguida de invasión del líquido cefalorraquídeo (LCR). El sistema inmunológico menos eficiente del recién nacido (especialmente el sistema del complemento alternativo) disminuye su defensa contra las bacterias invasoras. La colonización de la madre juega un papel importante en la transmisión al recién nacido, causando meningitis de aparición temprana.

### Estreptococodel grupo B
La infección neonatal por EGB se adquiere en el útero (mientras el bebé aún está en el útero) o durante el paso a través de la vagina de la madre. La evidencia sugiere que la colonización vaginal por EGB durante el embarazo aumenta el riesgo de transmisión vertical y de enfermedad de inicio temprano en los recién nacidos.

### Meningitis neonatal causada por E. coli
La meningitis neonatal EC tiene una cápsula (llamada K1) que protege a la bacteria del sistema inmunológico innato y le permite penetrar en el LCR. La cápsula contiene ácido siálico, que se encuentra ampliamente en los seres humanos y por lo tanto no activa las defensas del cuerpo. El ácido sálico también juega un papel en la capacidad de las bacterias para invadir a través de la barrera hematoencefálica. La cápsula puede ser variablemente acetilada con O.

## Diagnóstico

### Infección Bacterial
Una punción lumbar (PL) es necesaria para diagnosticar la meningitis. El cultivo de líquido cefalorraquídeo (LCR) es el estudio más importante para el diagnóstico de la meningitis bacteriana neonatal debido a que los signos clínicos no son específicos y no son fiables. Los hemocultivos pueden ser negativos en el 15-55% de los casos, lo que también los considera poco fiables. Sin embargo, una relación LCR/glucemia inferior a dos tercios tiene una fuerte relación con la meningitis bacteriana. Se debe realizar una punción lumbar en todos los recién nacidos con sospecha de meningitis, con sospecha de sepsis o sepsis comprobada (inflamación de todo el cuerpo), y se debe considerar en todos los recién nacidos en los que existe la posibilidad de sepsis. La función de la punción lumbar en los recién nacidos de apariencia saludable pero con factores de riesgo materno de sepsis es más polémica; el rendimiento de la punción lumbar en estas pacientes puede ser bajo.
Se considera de inicio temprano cuando la infección se produce dentro de la semana siguiente al nacimiento. El inicio tardío se considera después de la primera semana.

### Infección Viral
Los bebés nacidos de madres con síntomas del virus del herpes simple (HSV) deben ser examinados para detectar infección viral. Para diagnosticar la meningitis, se deben realizar pruebas de hígado, recuento sanguíneo completo, análisis de líquido cefalorraquídeo y radiografías de tórax. Se deben tomar muestras de piel, conjuntiva (ojo), boca y garganta, recto, orina y LCR para realizar un cultivo viral y un análisis de PCR con respecto a la muestra de LCR.

## Prevención

### Bacteriana
La prevención de la meningitis neonatal es principalmente la profilaxis antibiótica intraparto (durante el trabajo de parto) de las mujeres embarazadas para disminuir la posibilidad de meningitis de inicio temprano por EGB. En el caso de la meningitis de aparición tardía, la prevención se transmite a los cuidadores para detener la propagación de los microorganismos infecciosos. Los hábitos de higiene adecuados son lo primero y más importante, al mismo tiempo que se suspende el uso inadecuado de antibióticos; como las recetas excesivas, el uso de antibióticos de amplio espectro y los tiempos de dosificación prolongados ayudarán a prevenir la meningitis neonatal de aparición tardía. Una posible prevención puede ser la vacunación de las madres contra el GBS y el E. coli, sin embargo, esto todavía está en desarrollo.

### Viral
La única forma de prevención de la infección viral del recién nacido es una forma de parto por cesárea en caso de que la madre presente síntomas de infección.

cal Estructura de Penicilina

cal Estructura de Gentamicin

Estructura química de Cefotaxime

Estructura química de Ceftazidime

Chemical structure of Ampicillin

Estructura química de Aciclovir

El tratamiento para la meningitis son los antibióticos.Los medicamentos específicos utilizados se basan en las bacterias infecciosas, pero una mezcla de ampicilina, gentamicina y cefotaxima se utiliza para la meningitis de inicio temprano antes de la identificación de la infección. Se recomienda un régimen de antibióticos antiestafilocócicos, como nafcilina o vancomicina, más cefotaxima o ceftazidima con o sin aminoglucósido para la meningitis neonatal de inicio tardío. El objetivo de estos tratamientos es esterilizar el LCR de cualquier patógeno causante de meningitis. Se debe utilizar una PL repetida de 24 a 48 horas después del tratamiento inicial para declarar la esterilización.

### Estreptococos del grupo B
En caso de sospecha de meningitis por EGB, la Academia Americana de Pediatría recomienda el siguiente tratamiento: dosis de penicilina de hasta 450 000 U/kg diarios (270 mg/kg/día) divididas en 8 horas si <7 días de edad y 6 horas si >7 días de edad. Para la penicilina la dosis recomendada es de hasta 300 mg/kg/diariamente dividida en 8 horas si <7 días de edad o 4-6 horas si >7 días de edad. Después de la confirmación del GBS, la penicilina sola debe ser usada para el resto del tratamiento, incluyendo la terapia posterior a la esterilización de 14 días.

### Gramnegativo entérico
En caso de sospecha de meningitis por bacteria gramnegativa entérica (incluyendo E. coli) se recomienda una combinación de cefotaxima y aminoglucósido, generalmente gentamicina. Este tratamiento debe aplicarse durante 14 días posteriores a la esterilización y luego solo cefotaxima durante otros 7 días, creando un mínimo de 21 días de terapia después de la esterilización.

### Listeria monocytogenes
L. meningitis debe ser tratada con una combinación de ampicilina y gentamicina porque es sinérgica in vitro y proporciona una eliminación bacteriana más rápida en modelos vivos de infección. Después de la esterilización del LCR, se debe suspender la ampicilina y continuar con la gentamicina durante otros 14 días.

### Estreptococo pneumoniae
La neumonía por S. pneumonia puede ser tratada con una combinación de penicilina y ampicilina.

### Virus del herpes simple
En los casos de meningitis derivada del virus del herpes simple, la terapia antiviral (aciclovir o vidarabina) debe iniciarse inmediatamente para obtener un resultado favorable. El aciclovir es un mejor antiviral porque muestra un efecto sobre la infección similar al de la vidarabina y es más seguro de usar en un recién nacido. La dosis recomendada es de 20 mg/kg cada seis horas durante 21 días.

## Epidemiología
En los países industrializados, la incidencia de meningitis bacteriana es de aproximadamente 3 por cada 10.000 nacidos vivos, y se estima que la incidencia de meningitis por VHS es de 0,2 a 5,0 casos por cada 10.000 nacidos vivos. La meningitis neonatal es mucho más común en los países en desarrollo y oscila entre 4,8 por cada 10.000 nacidos vivos en Hong Kong y 24 por cada 10.000 nacidos vivos en Kuwait. En África y el Sur de Asia, las cifras oscilan entre 8,0 y 61 por cada 10.000 nacidos vivos. Se espera que estas cifras sean inferiores a la realidad debido a la dificultad de diagnosticar y a la atención sanitaria disponible para los países subdesarrollados de Asia y África.